# Bahnstrecke Saint-Georges-d’Aurac–Saint-Étienne-Châteaucreux
| Zwei Alstom Coradia A TER „Walfisch“ (SNCF X 73500) kreuzen sich im Bahnhof Puy-en-Velay, Januar 2015 |                      |                                                                                            |                                                                                            |
| |                      |                                                                                            |                                                                                            |
| Streckennummer (SNCF): | 798 000              |                                                                                            |                                                                                            |
| Kursbuchstrecke (SNCF): | 91, 96               |                                                                                            |                                                                                            |
| Streckenlänge: | 138,3 km             |                                                                                            |                                                                                            |
| Spurweite: | 1435 mm (Normalspur) |                                                                                            |                                                                                            |
| Maximale Neigung: | 20 ‰                 |                                                                                            |                                                                                            |
| Streckengeschwindigkeit: | 100 km/h             |                                                                                            |                                                                                            |
| |                      |                                                                                            |                                                                                            |
| \| \| \| Cevennenbahn von Saint-Germain-des-Fossés \| \| \| \| 513,00,0 \| Saint-Georges-d’Aurac \| 571 m \| \| \| 0,1 \| Cevennenbahn nach Nîmes \| Cevennenbahn nach Nîmes \| \| \| 4,3 \| Aurac-Lafayette \| 636 m \| \| \| 7,0 \| Rougeac-Chavaniac \| 685 m \| \| \| 12,2 \| Tunnel de Bavat (335 m) \| Tunnel de Bavat (335 m) \| \| \| 13,0 \| Viaduc de Bavat (81 m) \| Viaduc de Bavat (81 m) \| \| \| 19,2 \| Lachaud-Curmilhac \| 898 m \| \| \| 24,2 \| Fix-Saint-Geneys \| 997 m \| \| \| 24,3 \| Tunnel de Fix (2121 m) u. N 102 \| Scheitelpunkt (999 m) \| \| \| \| \| \| \| \| 31,4 \| Bahnstrecke Saint-Germain-des-Fossés–Darsac von Saint-Germain-des-Fossés \| Bahnstrecke Saint-Germain-des-Fossés–Darsac von Saint-Germain-des-Fossés \| \| \| \| \| \| \| \| 31,4 \| Darsac \| 886 m \| \| \| 34,6 \| Lissac \| 836 m \| \| \| 38,9 \| Borne \| 771 m \| \| \| ~39,2 \| N 102 \| N 102 \| \| \| 40,4 \| Borne (Viaduc des Chazeaux, 53 m) \| Borne (Viaduc des Chazeaux, 53 m) \| \| \| 42,5 \| Saint-Vidal \| 738 m \| \| \| 43,4 \| Tunnel des Estreys (132 m) \| Tunnel des Estreys (132 m) \| \| \| 48,5 \| Borne (82 m) \| Borne (82 m) \| \| \| 49,6 \| Combe (38 m) \| Combe (38 m) \| \| \| 51,4 \| Dolaison (27 m) \| Dolaison (27 m) \| \| \| 51,8 \| Tunnel de Taulhac und N 2088 (ehem. N 102a) (113 m) \| Tunnel de Taulhac und N 2088 (ehem. N 102a) (113 m) \| \| \| 52,5 \| Le Puy-en-Velay \| 629 m \| \| \| 53,4 \| Bahnstrecke Le Puy–Langogne nach Langogne \| Bahnstrecke Le Puy–Langogne nach Langogne \| \| \| 54,6 \| N 102 (Viaduc des Quatorze-Ponts, 236 m) \| N 102 (Viaduc des Quatorze-Ponts, 236 m) \| \| \| \| Borne \| \| \| \| 56,5 \| Cheyrac (63 m) \| Cheyrac (63 m) \| \| \| 57,8 \| Tunnel de Chilhac (230 m) \| Tunnel de Chilhac (230 m) \| \| \| 58,7 \| Loire (Viaduc de Peyroeyre, 165 m) \| Loire (Viaduc de Peyroeyre, 165 m) \| \| \| 59,5 \| Tunnel de Brestillac n°1 (47 m) \| Tunnel de Brestillac n°1 (47 m) \| \| \| 60,2 \| Tunnel de Brestillac n°2 (36 m) \| Tunnel de Brestillac n°2 (36 m) \| \| \| 62,4 \| Tunnel Saint-Simon (344 m) \| Tunnel Saint-Simon (344 m) \| \| \| 62,9 \| Loire (Viaduc Saint-Simon, 103 m) \| Loire (Viaduc Saint-Simon, 103 m) \| \| \| 63,5 \| Loire (Viaduc de Tholence, 98 m) \| Loire (Viaduc de Tholence, 98 m) \| \| \| 63,6 \| Loire (Viaduc de Lavoûte, 123 m) \| Loire (Viaduc de Lavoûte, 123 m) \| \| \| \| \| \| \| \| \| Réseau d’intérêt général du Vivarais (Meterspur) nach Dunières über Raucoules (1902–~1940) \| \| \| \| \| \| \| \| \| 64,4 \| Lavoûte-sur-Loire \| 568 m \| \| \| 65,5 \| Tunnel de Robert (38 m) \| Tunnel de Robert (38 m) \| \| \| 68,2 \| Saint-Vincent-le-Château \| 552 m \| \| \| 69,8 \| Tunnel de Margeix (70 m) \| Tunnel de Margeix (70 m) \| \| \| 73,1 \| Vorey \| 543 m \| \| \| 73,4 \| Arzon (65 m) \| Arzon (65 m) \| \| \| 73,8 \| Tunnel de Vorey (248 m) \| Tunnel de Vorey (248 m) \| \| \| 76,6 \| Tunnel du Chambon (42 m) \| Tunnel du Chambon (42 m) \| \| \| 79,4 \| Tunnel de Leyret (179 m) \| Tunnel de Leyret (179 m) \| \| \| 81,3 \| Loire (Viaduc de Chamalières, 151 m) \| Loire (Viaduc de Chamalières, 151 m) \| \| \| 81,6 \| Chamalières-sur-Loire \| 521 m \| \| \| 83,5 \| Tunnel de Boutère (105 m) \| Tunnel de Boutère (105 m) \| \| \| 83,8 \| Loire (Viaduc de Retournac, 136 m) \| Loire (Viaduc de Retournac, 136 m) \| \| \| 85,3 \| Retournac \| 509 m \| \| \| 86,9 \| Loire (Viaduc de Chambonnet, 148 m) \| Loire (Viaduc de Chambonnet, 148 m) \| \| \| 88,9 \| Tunnel de Bourange (86 m) \| Tunnel de Bourange (86 m) \| \| \| 90,3 \| Loire (Viaduc de Brenas, 141 m) \| Loire (Viaduc de Brenas, 141 m) \| \| \| 92,9 \| Beauzac \| 487 m \| \| \| 97,4 \| Tunnel de Confolent (166 m) \| Tunnel de Confolent (166 m) \| \| \| 97,9 \| Pont-de-Lignon \| 477 m \| \| \| 98,5 \| Loire (Viaduc de Nantet, 143 m) \| Loire (Viaduc de Nantet, 143 m) \| \| \| 98,6 \| Tunnel de Nantet (134 m) \| Tunnel de Nantet (134 m) \| \| \| 99,5 \| Tunnel de Chazelles (262 m) \| Tunnel de Chazelles (262 m) \| \| \| 101,8 \| Tunnel de Gournier (600 m) \| Tunnel de Gournier (600 m) \| \| \| 102,8 \| Bas-Monistrol \| 473 m \| \| \| 103,8 \| Foltier (92 m) \| Foltier (92 m) \| \| \| 108,9 \| Tunnel de Mesonnet (162 m) \| Tunnel de Mesonnet (162 m) \| \| \| 111,4 \| Tunnel de Tachon (385 m) \| Tunnel de Tachon (385 m) \| \| \| 113,4 \| (Brücke, 98 m) \| (Brücke, 98 m) \| \| \| 113,7 \| Aurec \| 432 m \| \| \| 116,3 \| Semène (80 m) \| Semène (80 m) \| \| \| 116,6 \| Semène \| 430 m \| \| \| 117,0 \| Grenze Département Haute-Loire/Loire \| Grenze Département Haute-Loire/Loire \| \| \| 117,3 \| Tunnel de St-Paul-en-Cornillon (665 m) \| Tunnel de St-Paul-en-Cornillon (665 m) \| \| \| 118,1 \| Cornillon (98 m) \| Cornillon (98 m) \| \| \| 118,2 \| Tunnel de Cornillon (124 m) \| Tunnel de Cornillon (124 m) \| \| \| 119,4 \| Le Pertuiset \| 438 m \| \| \| \| \| \| \| \| \| Bahnstrecke Saint-Just-sur-Loire–Fraisses-Unieux von Saint-Just-sur-Loire \| \| \| \| \| \| \| \| \| 119,6 \| Tunnel de l’Hermitage (416 m) \| Tunnel de l’Hermitage (416 m) \| \| \| 120,7 \| Tunnel du Bois-de-la-Rive (94 m) \| Tunnel du Bois-de-la-Rive (94 m) \| \| \| 121,3 \| Fraisses-Unieux \| 451 m \| \| \| 122,7 \| Gampille (10 m) \| Gampille (10 m) \| \| \| \| Chemins de fer à voie étroite (CFVE; 1882–1932) \| \| \| \| 123,3 \| Bahnstrecke Firminy–Saint-Rambert-d’Albon v. Saint-Rambert \| Bahnstrecke Firminy–Saint-Rambert-d’Albon v. Saint-Rambert \| \| \| \| \| \| \| \| 123,7 \| Firminy \| 468 m \| \| \| \| CFVE von St. Etienne u. D 88 (ehem. N 88) \| \| \| \| 126,6 \| Le Chambon-Feugerolles \| 501 m \| \| \| ~128,7 \| D 88 (ehem. N 88) \| D 88 (ehem. N 88) \| \| \| 129,6 \| La Ricamarie \| 541 m \| \| \| 130,1 \| Ondaine \| Ondaine \| \| \| 130,2 \| Tunnel de la Croix-de-l’Orme (2081 m) \| Tunnel de la Croix-de-l’Orme (2081 m) \| \| \| 134,1 \| Saint-Étienne-Bellevue \| 564 m \| \| \| \| \| \| \| \| \| Bahnstrecke Saint-Étienne-le-Clapier–La Béraudière von La Béraudière \| \| \| \| \| \| \| \| \| 134,2 \| Tunnel de Tardy (267 m) \| Tunnel de Tardy (267 m) \| \| \| 135,1 \| Tunnel de Beaubrun (223 m) \| Tunnel de Beaubrun (223 m) \| \| \| 135,6 \| Saint-Étienne-Le Clapier \| 529 m \| \| \| 137,0 \| Viaduc de Montaud und R. Ch. de Gaulle (ehem. N 82, 420 m) \| Viaduc de Montaud und R. Ch. de Gaulle (ehem. N 82, 420 m) \| \| \| 137,0 \| Saint-Étienne-Carnot \| 513 m \| \| \| 137,9501,6 \| Bahnstrecke Moret-Veneux-les-Sablons–Lyon-Perrache v. Moret \| Bahnstrecke Moret-Veneux-les-Sablons–Lyon-Perrache v. Moret \| \| \| 138,3 \| Saint-Étienne-Châteaucreux \| 509 m \| \| \| \| \| \| \| \| \| Bahnstrecke Moret-Veneux-les-Sablons–Lyon-Perrache nach Lyon-Perrache \| \| \| \| \| \| \| |                      |                                                                                            |                                                                                            |
| |                      | Cevennenbahn von Saint-Germain-des-Fossés                                                  |                                                                                            |
| Bahnhof | 513,00,0             | Saint-Georges-d’Aurac                                                                      | 571 m                                                                                      |
| Abzweig geradeaus und nach rechts | 0,1                  | Cevennenbahn nach Nîmes                                                                    | Cevennenbahn nach Nîmes                                                                    |
| ehemaliger Bahnhof | 4,3                  | Aurac-Lafayette                                                                            | 636 m                                                                                      |
| ehemaliger Bahnhof | 7,0                  | Rougeac-Chavaniac                                                                          | 685 m                                                                                      |
| Tunnel | 12,2                 | Tunnel de Bavat (335 m)                                                                    | Tunnel de Bavat (335 m)                                                                    |
| Brücke über Wasserlauf | 13,0                 | Viaduc de Bavat (81 m)                                                                     | Viaduc de Bavat (81 m)                                                                     |
| ehemaliger Haltepunkt / Haltestelle | 19,2                 | Lachaud-Curmilhac                                                                          | 898 m                                                                                      |
| ehemaliger Bahnhof | 24,2                 | Fix-Saint-Geneys                                                                           | 997 m                                                                                      |
| Tunnel | 24,3                 | Tunnel de Fix (2121 m) u. N 102                                                            | Scheitelpunkt (999 m)                                                                      |
| |                      |                                                                                            |                                                                                            |
| Abzweig geradeaus und von links | 31,4                 | Bahnstrecke Saint-Germain-des-Fossés–Darsac von Saint-Germain-des-Fossés                   | Bahnstrecke Saint-Germain-des-Fossés–Darsac von Saint-Germain-des-Fossés                   |
| |                      |                                                                                            |                                                                                            |
| Bahnhof | 31,4                 | Darsac                                                                                     | 886 m                                                                                      |
| ehemaliger Bahnhof | 34,6                 | Lissac                                                                                     | 836 m                                                                                      |
| ehemaliger Bahnhof | 38,9                 | Borne                                                                                      | 771 m                                                                                      |
| Bahnübergang | ~39,2                | N 102                                                                                      | N 102                                                                                      |
| Brücke über Wasserlauf | 40,4                 | Borne (Viaduc des Chazeaux, 53 m)                                                          | Borne (Viaduc des Chazeaux, 53 m)                                                          |
| ehemaliger Bahnhof | 42,5                 | Saint-Vidal                                                                                | 738 m                                                                                      |
| Tunnel | 43,4                 | Tunnel des Estreys (132 m)                                                                 | Tunnel des Estreys (132 m)                                                                 |
| Brücke über Wasserlauf | 48,5                 | Borne (82 m)                                                                               | Borne (82 m)                                                                               |
| Brücke | 49,6                 | Combe (38 m)                                                                               | Combe (38 m)                                                                               |
| Brücke über Wasserlauf | 51,4                 | Dolaison (27 m)                                                                            | Dolaison (27 m)                                                                            |
| Tunnel | 51,8                 | Tunnel de Taulhac und N 2088 (ehem. N 102a) (113 m)                                        | Tunnel de Taulhac und N 2088 (ehem. N 102a) (113 m)                                        |
| Bahnhof | 52,5                 | Le Puy-en-Velay                                                                            | 629 m                                                                                      |
| Abzweig geradeaus und ehemals nach rechts | 53,4                 | Bahnstrecke Le Puy–Langogne nach Langogne                                                  | Bahnstrecke Le Puy–Langogne nach Langogne                                                  |
| Strecke Anfang Hochstrecke | 54,6                 | N 102 (Viaduc des Quatorze-Ponts, 236 m)                                                   | N 102 (Viaduc des Quatorze-Ponts, 236 m)                                                   |
| Strecke unter Wasserlauf Ende Hochstrecke |                      | Borne                                                                                      | Borne                                                                                      |
| Brücke über Wasserlauf | 56,5                 | Cheyrac (63 m)                                                                             | Cheyrac (63 m)                                                                             |
| Tunnel | 57,8                 | Tunnel de Chilhac (230 m)                                                                  | Tunnel de Chilhac (230 m)                                                                  |
| Brücke über Wasserlauf | 58,7                 | Loire (Viaduc de Peyroeyre, 165 m)                                                         | Loire (Viaduc de Peyroeyre, 165 m)                                                         |
| Tunnel | 59,5                 | Tunnel de Brestillac n°1 (47 m)                                                            | Tunnel de Brestillac n°1 (47 m)                                                            |
| Tunnel | 60,2                 | Tunnel de Brestillac n°2 (36 m)                                                            | Tunnel de Brestillac n°2 (36 m)                                                            |
| Tunnel | 62,4                 | Tunnel Saint-Simon (344 m)                                                                 | Tunnel Saint-Simon (344 m)                                                                 |
| Brücke über Wasserlauf | 62,9                 | Loire (Viaduc Saint-Simon, 103 m)                                                          | Loire (Viaduc Saint-Simon, 103 m)                                                          |
| Brücke über Wasserlauf | 63,5                 | Loire (Viaduc de Tholence, 98 m)                                                           | Loire (Viaduc de Tholence, 98 m)                                                           |
| Brücke über Wasserlauf | 63,6                 | Loire (Viaduc de Lavoûte, 123 m)                                                           | Loire (Viaduc de Lavoûte, 123 m)                                                           |
| |                      |                                                                                            |                                                                                            |
| Strecke · U-Bahn-Strecke von links (außer Betrieb) |                      | Réseau d’intérêt général du Vivarais (Meterspur) nach Dunières über Raucoules (1902–~1940) | Réseau d’intérêt général du Vivarais (Meterspur) nach Dunières über Raucoules (1902–~1940) |
| |                      |                                                                                            |                                                                                            |
| Haltepunkt / Haltestelle · U-Bahn-Kopfbahnhof Streckenende | 64,4                 | Lavoûte-sur-Loire                                                                          | 568 m                                                                                      |
| Tunnel | 65,5                 | Tunnel de Robert (38 m)                                                                    | Tunnel de Robert (38 m)                                                                    |
| Haltepunkt / Haltestelle | 68,2                 | Saint-Vincent-le-Château                                                                   | 552 m                                                                                      |
| Tunnel | 69,8                 | Tunnel de Margeix (70 m)                                                                   | Tunnel de Margeix (70 m)                                                                   |
| Haltepunkt / Haltestelle | 73,1                 | Vorey                                                                                      | 543 m                                                                                      |
| Brücke über Wasserlauf | 73,4                 | Arzon (65 m)                                                                               | Arzon (65 m)                                                                               |
| Tunnel | 73,8                 | Tunnel de Vorey (248 m)                                                                    | Tunnel de Vorey (248 m)                                                                    |
| Tunnel | 76,6                 | Tunnel du Chambon (42 m)                                                                   | Tunnel du Chambon (42 m)                                                                   |
| Tunnel | 79,4                 | Tunnel de Leyret (179 m)                                                                   | Tunnel de Leyret (179 m)                                                                   |
| Brücke über Wasserlauf | 81,3                 | Loire (Viaduc de Chamalières, 151 m)                                                       | Loire (Viaduc de Chamalières, 151 m)                                                       |
| Haltepunkt / Haltestelle | 81,6                 | Chamalières-sur-Loire                                                                      | 521 m                                                                                      |
| Tunnel | 83,5                 | Tunnel de Boutère (105 m)                                                                  | Tunnel de Boutère (105 m)                                                                  |
| Brücke über Wasserlauf | 83,8                 | Loire (Viaduc de Retournac, 136 m)                                                         | Loire (Viaduc de Retournac, 136 m)                                                         |
| Bahnhof | 85,3                 | Retournac                                                                                  | 509 m                                                                                      |
| Brücke über Wasserlauf | 86,9                 | Loire (Viaduc de Chambonnet, 148 m)                                                        | Loire (Viaduc de Chambonnet, 148 m)                                                        |
| Tunnel | 88,9                 | Tunnel de Bourange (86 m)                                                                  | Tunnel de Bourange (86 m)                                                                  |
| Brücke über Wasserlauf | 90,3                 | Loire (Viaduc de Brenas, 141 m)                                                            | Loire (Viaduc de Brenas, 141 m)                                                            |
| ehemaliger Bahnhof | 92,9                 | Beauzac                                                                                    | 487 m                                                                                      |
| Tunnel | 97,4                 | Tunnel de Confolent (166 m)                                                                | Tunnel de Confolent (166 m)                                                                |
| Haltepunkt / Haltestelle | 97,9                 | Pont-de-Lignon                                                                             | 477 m                                                                                      |
| Brücke über Wasserlauf | 98,5                 | Loire (Viaduc de Nantet, 143 m)                                                            | Loire (Viaduc de Nantet, 143 m)                                                            |
| Tunnel | 98,6                 | Tunnel de Nantet (134 m)                                                                   | Tunnel de Nantet (134 m)                                                                   |
| Tunnel | 99,5                 | Tunnel de Chazelles (262 m)                                                                | Tunnel de Chazelles (262 m)                                                                |
| Tunnel | 101,8                | Tunnel de Gournier (600 m)                                                                 | Tunnel de Gournier (600 m)                                                                 |
| Bahnhof | 102,8                | Bas-Monistrol                                                                              | 473 m                                                                                      |
| Brücke über Wasserlauf | 103,8                | Foltier (92 m)                                                                             | Foltier (92 m)                                                                             |
| Tunnel | 108,9                | Tunnel de Mesonnet (162 m)                                                                 | Tunnel de Mesonnet (162 m)                                                                 |
| Tunnel | 111,4                | Tunnel de Tachon (385 m)                                                                   | Tunnel de Tachon (385 m)                                                                   |
| Brücke | 113,4                | (Brücke, 98 m)                                                                             | (Brücke, 98 m)                                                                             |
| Bahnhof | 113,7                | Aurec                                                                                      | 432 m                                                                                      |
| Brücke über Wasserlauf | 116,3                | Semène (80 m)                                                                              | Semène (80 m)                                                                              |
| ehemaliger Bahnhof | 116,6                | Semène                                                                                     | 430 m                                                                                      |
| Grenze | 117,0                | Grenze Département Haute-Loire/Loire                                                       | Grenze Département Haute-Loire/Loire                                                       |
| Tunnel | 117,3                | Tunnel de St-Paul-en-Cornillon (665 m)                                                     | Tunnel de St-Paul-en-Cornillon (665 m)                                                     |
| Brücke über Wasserlauf | 118,1                | Cornillon (98 m)                                                                           | Cornillon (98 m)                                                                           |
| Tunnel | 118,2                | Tunnel de Cornillon (124 m)                                                                | Tunnel de Cornillon (124 m)                                                                |
| ehemaliger Bahnhof | 119,4                | Le Pertuiset                                                                               | 438 m                                                                                      |
| |                      |                                                                                            |                                                                                            |
| Abzweig geradeaus und ehemals von links |                      | Bahnstrecke Saint-Just-sur-Loire–Fraisses-Unieux von Saint-Just-sur-Loire                  | Bahnstrecke Saint-Just-sur-Loire–Fraisses-Unieux von Saint-Just-sur-Loire                  |
| |                      |                                                                                            |                                                                                            |
| Tunnel | 119,6                | Tunnel de l’Hermitage (416 m)                                                              | Tunnel de l’Hermitage (416 m)                                                              |
| Tunnel | 120,7                | Tunnel du Bois-de-la-Rive (94 m)                                                           | Tunnel du Bois-de-la-Rive (94 m)                                                           |
| Bahnhof · U-Bahn-Kopfbahnhof Streckenanfang | 121,3                | Fraisses-Unieux                                                                            | 451 m                                                                                      |
| Brücke über Wasserlauf | 122,7                | Gampille (10 m)                                                                            | Gampille (10 m)                                                                            |
| U-Bahn-Strecke von links (außer Betrieb) · Kreuzung geradeaus oben · U-Bahn-Strecke nach rechts (außer Betrieb) |                      | Chemins de fer à voie étroite (CFVE; 1882–1932)                                            | Chemins de fer à voie étroite (CFVE; 1882–1932)                                            |
| Strecke quer · U-Bahn-Kreuzung geradeaus unten · Abzweig geradeaus und von rechts | 123,3                | Bahnstrecke Firminy–Saint-Rambert-d’Albon v. Saint-Rambert                                 | Bahnstrecke Firminy–Saint-Rambert-d’Albon v. Saint-Rambert                                 |
| U-Bahn-Abzweig geradeaus und von rechts (Strecke außer Betrieb) · Strecke |                      |                                                                                            |                                                                                            |
| U-Bahn-Bahnhof · Bahnhof | 123,7                | Firminy                                                                                    | 468 m                                                                                      |
| U-Bahn-Strecke nach links (außer Betrieb) · Kreuzung geradeaus unten · U-Bahn-Strecke quer |                      | CFVE von St. Etienne u. D 88 (ehem. N 88)                                                  | CFVE von St. Etienne u. D 88 (ehem. N 88)                                                  |
| Haltepunkt / Haltestelle | 126,6                | Le Chambon-Feugerolles                                                                     | 501 m                                                                                      |
| Brücke | ~128,7               | D 88 (ehem. N 88)                                                                          | D 88 (ehem. N 88)                                                                          |
| Haltepunkt / Haltestelle | 129,6                | La Ricamarie                                                                               | 541 m                                                                                      |
| Brücke über Wasserlauf | 130,1                | Ondaine                                                                                    | Ondaine                                                                                    |
| Tunnel | 130,2                | Tunnel de la Croix-de-l’Orme (2081 m)                                                      | Tunnel de la Croix-de-l’Orme (2081 m)                                                      |
| Bahnhof | 134,1                | Saint-Étienne-Bellevue                                                                     | 564 m                                                                                      |
| |                      |                                                                                            |                                                                                            |
| Abzweig geradeaus und ehemals von links |                      | Bahnstrecke Saint-Étienne-le-Clapier–La Béraudière von La Béraudière                       | Bahnstrecke Saint-Étienne-le-Clapier–La Béraudière von La Béraudière                       |
| |                      |                                                                                            |                                                                                            |
| Tunnel | 134,2                | Tunnel de Tardy (267 m)                                                                    | Tunnel de Tardy (267 m)                                                                    |
| Tunnel | 135,1                | Tunnel de Beaubrun (223 m)                                                                 | Tunnel de Beaubrun (223 m)                                                                 |
| Bahnhof | 135,6                | Saint-Étienne-Le Clapier                                                                   | 529 m                                                                                      |
| Strecke Anfang Hochstrecke | 137,0                | Viaduc de Montaud und R. Ch. de Gaulle (ehem. N 82, 420 m)                                 | Viaduc de Montaud und R. Ch. de Gaulle (ehem. N 82, 420 m)                                 |
| Bahnhof Ende Hochstrecke | 137,0                | Saint-Étienne-Carnot                                                                       | 513 m                                                                                      |
| Abzweig geradeaus und von links | 137,9501,6           | Bahnstrecke Moret-Veneux-les-Sablons–Lyon-Perrache v. Moret                                | Bahnstrecke Moret-Veneux-les-Sablons–Lyon-Perrache v. Moret                                |
| Bahnhof | 138,3                | Saint-Étienne-Châteaucreux                                                                 | 509 m                                                                                      |
| |                      |                                                                                            |                                                                                            |
| Strecke |                      | Bahnstrecke Moret-Veneux-les-Sablons–Lyon-Perrache nach Lyon-Perrache                      | Bahnstrecke Moret-Veneux-les-Sablons–Lyon-Perrache nach Lyon-Perrache                      |
| |                      |                                                                                            |                                                                                            |

Die Bahnstrecke Saint-Georges-d’Aurac–Saint-Étienne-Châteaucreux ist eine 138 km lange Eisenbahnstrecke südlich des Zentralmassivs in der französischen Region Auvergne-Rhône-Alpes, die in Ost-West-Richtung die Cevennenbahn mit der Bahnstrecke Moret-Veneux-les-Sablons–Lyon-Perrache verbindet. Ein Großteil der Strecke verläuft im Tal der Loire.

## Geschichte
Ein Konsortium privater Investoren strebte eine Bahnverbindung zwischen Bordeaux und Lyon an. Eine entsprechende Eventualkonzession wurde am 21. April 1853 erteilt. Als Rechtskörper wurde dafür bereits am 30. März 1853 die Compagnie du chemin de fer Grand-Central de France (CG) gegründet. Anfang Februar und April 1855 konnte zwischen der Gesellschaft und dem Minister für öffentliche Arbeiten eine Vereinbarung geschlossen werden, die ihr die endgültige Trassierung zwischen Saint-Étienne und Montauban über Clermont-Ferrand zusprach und genehmigte. Finanzschwierigkeiten führten zum Zusammenbruch der Gesellschaft, die 1857 von der Compagnie des chemins de fer de Paris à Lyon et à la Méditerranée (PO) zusammen mit zahlreichen anderen Streckenkonzessionen übernommen wurde.
Trotz zahlreicher Ingenieurbauwerke ging der Bau zügig vonstatten. Der Abschnitt zwischen Firminy und Saint-Étienne – dieser 14,5 km lange, einzige zweigleisige und seit 2005 mit 1500 V Gleichstrom elektrifizierte Teilabschnitt – konnte bereits am 30. Mai 1859 für den Verkehr freigegeben werden. Es folgten Pont-de-Lignon in der Gemeinde Beauzac nach Firminy am 9. November 1863 und die Verlängerung nach Le Puy-en-Velay am 14. Mai 1866. Erst am 18. Mai 1874 wurde der letzte Abschnitt bis zur Cevennenbahn im Bahnhof Saint-Georges-d’Aurac fertiggestellt und in Betrieb genommen.
Zwischen Saint-Vidal und Borne kam es 1977 zu einem größeren Erdrutsch, der einen Teil der Stützmauern zerstörte. Auch viele andere Kunstbauwerke sind in schlechtem Zustand. In den 2010er Jahren wurde die Strecke umfangreich für über 50 Mio. Euro modernisiert. Dabei wurde das Lichtraumprofil einiger Tunnel vergrößert, um den Betrieb mit Doppelstock-TER-Zügen zu ermöglichen.

## Fahrbetrieb
Der Fahrbetrieb erfolgt nach neunstufigen UIC-Standard 8 mit einer Höchstgeschwindigkeit von 100 km/h. 2023 bestehen an Werktagen je Richtung drei TER-Relationen zwischen Le Puy und Saint-Georges-d’Aurac, die bis Clermont-Ferrand führen, und 10 Fahrten zwischen Le Puy und Saint-Étienne, die durch Fahrten auf dem Abschnitt Firminy – Saint-Étienne verdichtet werden. Allerdings hat nur eine der je drei täglichen Fahrten westlich von LePuy einen vertretbaren Anschluss in Le Puy. Die Fahrten von Firminy führen regelmäßig nach Lyon-Perrache, andere Fahrten haben Anschluss nach Lyon-Part-Dieu. Das höchste Fahrgastaufkommen auf der hier beschriebenen Bahnstrecke ist nahe Saint-Étienne. Neben dem Personenverkehr findet auch Güterverkehr statt.